# NGC 7007
NGC 7007 este o galaxie situată în constelația Indianul. A fost descoperită în 8 iulie 1834 de către John Herschel. Se află la o distanță de 22,91 de megaparseci de Pământ.